# سانتياغو أكاسيتي
سانتياغو أكاسيتي (بالإسبانية: Santiago Acasiete)‏ (مواليد 22 نوفمبر 1977 في كالاو - بيرو) لاعب كرة قدم بيروفي يلعب حاليا لصالح نادي الدرجة الأولى ألمرية الإسباني منذ 2004 في مركز قلب الدفاع .

## روابط خارجية
- سانتياغو أكاسيتي على موقع الاتحاد الدولي (مؤرشف)  (الإنجليزية)
- سانتياغو أكاسيتي على موقع الاتحاد الأوربي (الإنجليزية)
- سانتياغو أكاسيتي على موقع قاعدة بيانات كرة القدم.إي يو (الإنجليزية)
- سانتياغو أكاسيتي على موقع ناشيونال فوتبول تيمز (الإنجليزية)
- سانتياغو أكاسيتي على موقع Soccerbase.com (لاعب) (الإنجليزية)
- سانتياغو أكاسيتي على موقع Soccerway.com (الإنجليزية)
- سانتياغو أكاسيتي على موقع عالم كرة القدم.نت (الإنجليزية)
- سانتياغو أكاسيتي على موقع كووورة